# Kozaklı
Kozaklı est une ville et district de la province de Nevşehir dans la région de l'Anatolie centrale en Turquie.